# Водно-болотні угіддя Центральної Мексики
Водно-болотні угіддя Центральної Мексики (ідентифікатор WWF: NT0901) — неотропічний екорегіон затоплюваних луків і саван, розташований в Центральній Мексиці.

## Географія
Екорегіон водно-болотних угідь Центральної Мексики охоплює кілька водно-болотних угідь, розташованих на півдні Мексиканського нагір'я, біля підніжжя гір Трансмексиканського вулканічного поясу та у деяких міжгірських долинах. Ці водно-болотні угіддя оточені сухими лісами та чагарниками, які є частиною екорегіонів маторалю Центральної Мексики та сухих лісів Бахіо.
Найбільший масив водно-болотних угідь екорегіону раніше існував у безстічній міжгірській долині Мехіко. Водні потоки, що стікали у цю долину з навколишніх гір, утворювали озеро Тескоко. Після сезону дощів рівень води в Тескоко підіймався, а у посушливі зимові місяці озеро розділялося на п'ять великих і кілька менших взаємопов'язаних озер. 
Історично долина Мехіко була центром низки месоамериканських цивілізацій. Тут знаходилося давнє місто Теотіуакан, а також міста Теночтітлан, Тескоко та Тлакопан, які були центрами Ацтекської імперії. Після іспанського завоювання в результаті боротьби з періодичними повенями більша частина озера Тескоко була осушена. Наразі більшу частину долини займає місто Мехіко, столиця Мексики та найбільший мегаполіс Північної Америки, у агломерації якого проживає більше 21 мільйона людей. 
Екорегіон водно-болотних угідь Центральної Мексики також охоплює болота Сьєнагас-дель-Лерма, розташовані у верхів'ях річки Лерма, у міжгірській долині Толука, на території штату Мехіко. Ці болота оточують три невеликі мілководні озера. Їхня площа за останнє століття скоротилася з 27 000 га до 3000 га. Екорегіон також включає безстічні озера Куїтцео та Пацкуаро, розташовані на південному сході регіону Бахіо, в штатах Мічоакан та Гуанахуато. В минулому ці озера були частиною басейну річки Лерма.

## Клімат
В межах екорегіону переважає напівпустельний клімат (BSk або BSh за класифікацією кліматів Кеппена) або вологий субтропічний клімат (Cwa за класифікацією кліматів Кеппена). Середньорічна кількість опадів тут становить менше 1000 мм, більшість з яких випадають з червня по вересень.

## Флора
Природний рослинний покрив екорегіону представлений густими очеретяними заростями, які досягають понад два метри заввишки. Їх основу складають різні види рогозу (Typha spp.), комиша (Scirpus spp.), ситняга (Eleocharis spp.) та смикавця (Cyperus spp.). У озерах та річках регіону зустрічається різноманітна водна рослинність, зокрема блискучі рдесники (Potamogeton illinoensis), прибережні куги (Schoenoplectus subulatus), широколисті рогози (Typha latifolia), південні рогози (Typha domingensis) та мексиканське латаття (Nymphaea mexicana). На берегах водно-болотних угідь ростуть характерні верби Бонплана (Salix bonplandiana).
Навколишня наземна рослинність представлена сухими лісами та склерофітними чагарниками маторалю, які переважають на низьких висотах, та сосновими і дубовими лісами, поширеними на схилах гір Трансмексиканського вулканічного поясу на більших висотах.

## Фауна
Водно-болотні угіддя екорегіону є важливим середовищем проживання для багатьох видів птахів. Загалом в екорегіоні зустрічається понад 200 видів птахів, значна частина з яких є перелітними. Орнітофауна регіону включає мексиканського крижня (Anas diazi), американську чирянку (Anas carolinensis), блакитнокрилу чирянку (Spatula discors), північну широконіску (Spatula clypeata), американську савку (Oxyura jamaicensis), північну чаплю (Ardea herodias), велику чепуру (Ardea alba), американську чепуру (Egretta thula), трибарвну чепуру (Egretta tricolor), американську коровайку (Plegadis chihi), рогодзьобого пелікана (Pelecanus erythrorynchos), американську лиску (Fulica americana), латиноамериканську курочку (Gallinula galeata), віргінського пастушка (Rallus limicola), тонкодзьобого пастушка (Rallus tenuirostris), жовтолобу якану (Jacana spinosa), американського кулика-довгонога (Himantopus mexicanus) та американського чоботаря (Recurvirostra americana). 
Ендеміками екорегіону є рідкісні рудобокі жовтогорлики (Geothlypis speciosa), а майже ендемічними представниками регіону — мексиканські пасовники (Xenospiza baileyi). Раніше в очеретяних заростях в долинах Мехіко і Толука мешкали ендемічні тонкодзьобі гракли (Quiscalus palustris), однак ці птахи вимерли на початку XX століття. Ендемічний підвид жовтого погонича-пігмея Coturnicops noveboracensis goldmani, який раніше зустрічався в долині Лерми, однак не спостерігався з 1964 року, також вважається вимерлим.
Водно-болотні угіддя екорегіону підтримують багату водну фауну. Серед риб, поширених у водоймах екорегіону, слід відзначити оливкову скіффію (Skiffia lermae), гудею-бульдога (Alloophorus robustus), чорноперу гудею (Goodea atripinnis), пацкуарську аллотоку (Allotoca diazi) та білого пескадо (Chirostoma estor). Ендеміками екорегіону є два види неотенічних саламандр: пацкуарські саламандри (Ambystoma dumerilii) або ачоке, поширені в озері Пацкуаро, та широко відомі аксолотлі (Ambystoma mexicanum), поширені в залишках озера Толука у долині Мехіко.

## Збереження
Більшість водно-болотних угідь екорегіону значно постраждали внаслідок осушення, а озеро Толука, яке колись було найбільшим озером Мексики, майже повністю зникло. Відведення води з верхів'їв річки Лерма для водопостачання міст Мехіко та Толука, зменшило надходження прісної води до боліт Сьєнагас-дель-Лерма. Внаслідок посушливого клімату екорегіону при зменшенні річкового стоку випаровування починає переважати над надходженням води, що призводить до висихання безстічних озер. Забруднення води та замулення також загрожують водно-болотним угіддям екорегіону.
У 2002 році болота Сьєнагас-дель-Лерма були визнані Заповідною зоною флори і фауни, а у 2004 році — Рамсарським водно-болотним угіддям міжнародного значення. У 2005 році Рамсарським угіддям також було визнано 707 га водно-болотних угідь у південно-східній частині озера Пацкуаро. 
Деякі канали та чинампи (плавучі сади), залишки колишнього озера Шочімілько, є частиною Екологічного парку Шочімілько, розташованого в однойменному районі Мехіко. Водно-болотні угіддя Шочімілько є частиною історичного центру Мехіко, визнаного у 1987 році об'єктом Світової спадщини ЮНЕСКО. 2657 га цих водно-болотних угідь у 2004 році були визнані Рамсарським водно-болотним угіддям.
У 2024 році на місці колишнього аеропорту був відкритий Екологічний парк озера Тескоко площею 14 030 га. Планується, що створення цього важливого об'єкту стане етапом для подальшого екологічного відновлення водно-болотних угідь долини Мехіко.